# Mathias Bourgue
Mathias Bourgue (Avignone, 18 gennaio 1994) è un tennista francese.
Dopo aver vinto diversi tornei nel circuito Futures ITF, dal 2015 gioca quasi esclusivamente nel circuito Challenger, nel quale ha conquistato due titoli. Il suo miglior ranking ATP è il 140º posto raggiunto nell'aprile 2017. Ha vinto il suo primo incontro nel circuito maggiore al Roland Garros 2016 e al secondo turno ha perso al quinto set contro il nº 2 del mondo Andy Murray.

## Carriera
Da juniores vince 4 titoli ITF e nel marzo 2011 raggiunge il 12º posto mondiale di categoria. Debutta nel circuito ITF nel febbraio 2011 e subito ottiene la prima vittoria e i primi punti nel ranking ATP. La settimana dopo si presenta alle qualificazioni del torneo ATP di Marsiglia e viene eliminato al primo incontro. Deve attendere il novembre del 2012 per disputare la sua prima finale da professionista, che perde in due set da Lucas Pouille al torneo Futures Mexico F13. Nel febbraio 2013 fa il suo debutto con una wild card in un Challenger a Quimper e viene sconfitto al primo turno. In maggio fa la sua prima esperienza nelle qualificazioni di un torneo del Grande Slam al Roland Garros, vince il primo incontro e viene eliminato al secondo. Dopo quattro finali perse, in settembre vince il primo titolo da professionista battendo in due set l'egiziano Karim-Mohamed Maamoun nella finale del Futures Egypt F25.
Nell'aprile del 2014 vince il suo primo incontro in un Challenger a Santos, sconfiggendo l'idolo locale Rogério Dutra da Silva prima di essere eliminato dal vincitore del torneo Máximo González. Tra il giugno e il luglio del 2014 vince 6 finali consecutive in tornei Futures in Croazia, Romania e Bulgaria che lo proiettano per la prima volta nella top 300 della classifica mondiale. Il 21 giugno 2015, alla sua prima finale in un Challenger, conquista il titolo a Blois superando nell'incontro decisivo per 2-6, 6-4, 6-2 il nº 107 ATP Daniel Muñoz de la Nava. La vittoria gli garantisce il nuovo miglior ranking al 178º posto della classifica ATP.
Nel gennaio 2016 sconfigge per la prima volta un top 100, il nº 55 ATP Víctor Estrella Burgos, nei quarti del Challenger di Bucaramanga e in semifinale si arrende a Gerald Melzer, che si aggiudicherà il torneo. In maggio disputa ad Anning la sua seconda finale Challenger e soccombe in due set a Jordan Thompson. In giugno fa il suo esordio nel tabellone principale di un torneo del circuito maggiore al Roland Garros vincendo al primo turno contro il qualificato Jordi Samper Montaña; sfiora l'impresa al secondo turno portandosi in vantaggio di due set a uno contro il nº 2 del mondo Andy Murray, il quale vince 6-3 al quinto e arriverà in finale.
Nel febbraio 2017 supera per la prima volta le qualificazioni in un torneo ATP a Sofia e viene sconfitto al primo turno da Gilles Müller. La settimana successiva conquista il secondo trofeo Challenger in carriera a Cherbourg, battendo in finale Maximilian Marterer per 6-3, 7-6. Grazie alla semifinale raggiunta al Challenger cinese di Qingdao, persa contro Janko Tipsarević, il 24 aprile 2017 fissa il suo nuovo miglior ranking mondiale alla 140ª posizione.
Alla sua seconda partecipazione al Roland Garros, perde al primo turno per mano di Borna Ćorić. In giugno raccoglie solo 5 giochi nella finale del Challenger di Lione disputata contro Félix Auger-Aliassime. Nel gennaio 2018 ottiene una prestigiosa vittoria al secondo turno delle qualificazioni dell'Australian Open superando l'emergente Taylor Fritz, nº 91 ATP, ma l'accesso al main draw gli viene negato da Salvatore Caruso. In febbraio esce dalla top 200 e ha inizio un periodo avaro di risultati che lo costringe ad affrontare spesso le qualificazioni per giocare nei Challenger; in giugno si ritrova al 331º posto del ranking.
Torna a disputare una finale Challenger nell'ottobre del 2019 a Mouilleron-le-Captif e viene sconfitto in due set da Mikael Ymer. Subisce l'identica sorte nel settembre 2020 nella finale del Challenger di Iași, dove Carlos Taberner si impone per 6-4, 7-6. Con questo risultato si riporta a ridosso del 200º posto mondiale e si mantiene su queste posizioni fino all'aprile del 2021, quando raggiunge la finale al Challenger di Spalato; perde in due set contro Kacper Żuk ma rientra nella top 200 dopo oltre tre anni. Nel periodo seguente non consegue risultati di rilievo e nell'ottobre 2022 esce dalla top 400. Nel 2023 raccoglie alcuni discreti risultati nei Challenger, disputando anche una semifinale, e vince un torneo ITF M25. Già a marzo rientra nella top 400, a luglio nella top 300 e a ottobre risale fino al 255º posto.
Nella prima parte del 2024 si mantiene nella top 300 con altri discreti risultati, ha quindi inizio un periodo negativo e riprende a scendere fino a uscire dalla top 500 nel gennaio 2025.

## Statistiche
Aggiornate al 26 maggio 2025.

### Tornei Challenger

#### Singolare

##### Vittorie (2)
| N. | Data             | Torneo                                    | Superficie     | Avversario in finale    | Punteggio     |
| 1. | 22 giugno 2015   | Internationaux de Tennis de Blois, Blois  | Terra rossa    | Daniel Muñoz de la Nava | 2-6, 6-4, 6-2 |
| 2. | 19 febbraio 2017 | Challenger Cherbourg-La Manche, Cherbourg | Cemento indoor | Maximilian Marterer     | 6–3, 7–6(3)   |

#### Finali perse (5)
| N. | Data              | Torneo                                                   | Superficie     | Avversario in finale  | Punteggio   |
| 1. | 1º maggio 2016    | Kunming Open, Anning                                     | Terra rossa    | Jordan Thompson       | 3-6, 2-6    |
| 2. | 18 giugno 2017    | Open de Lyon Challenger, Lione                           | Terra rossa    | Félix Auger-Aliassime | 4-6, 1-6    |
| 3. | 13 ottobre 2019   | Internationaux de Tennis de Vendée, Mouilleron-le-Captif | Cemento indoor | Mikael Ymer           | 1-6, 4-6    |
| 4. | 20 settembre 2020 | Iași Open, Iași                                          | Terra rossa    | Carlos Taberner       | 4–6, 6(4)–7 |
| 5. | 18 aprile 2021    | Split Open II, Spalato                                   | Terra rossa    | Kacper Żuk            | 4-6, 2-6    |